# Diane Cilento
Diane Cilento (Brisbane, 2 april 1932 - Cairns, 6 oktober 2011) was een Australisch theater- en filmactrice en schrijfster.

## Biografie
Cilento's ouders, Raphael West Cilento (1893-1985) en Phyllis Dorothy Cilento-McGlew (1894-1987), waren zelf ook bekend om hun werk in Australië. Beiden waren arts, waarbij Raphael Cilento ook langdurig voorzitter van de Royal Historical Society of Queensland was. Phyllis Cilento was naast haar werk als arts ook journaliste. Cilento's zus, Margaret Cilento, was een bekend schilderes.
Cilento studeerde in Londen aan de Royal Academy of Dramatic Art, waarna ze in de vijftiger jaren in het Verenigd Koninkrijk in een aantal films speelde. In 1956 werd ze genomineerd voor een Tony Award voor haar rol in het toneelstuk Tiger at the Gates, waarin ze Helena van Troje speelde. Cilento kreeg een Academy Award (Oscar)-nominatie voor haar werk in de film Tom Jones in 1963.
In 2006 publiceerde Cilento haar autobiografie My Nine Lives.

## Privéleven
Cilento is drie keer getrouwd geweest. Tussen 1956 en 1960 was ze getrouwd met Andrea Volpe, met wie ze een dochter kreeg. Tussen 1962 en 1973 was ze getrouwd met acteur Sean Connery, met wie ze zoon Jason Connery kreeg. Het derde huwelijk, tussen 1985 en 2001, was met scenarist Anthony Shaffer.

## Boeken
- Manipulator (1968)
- Hybrid (1972)
- My Nine Lives (2006)

- Bibliothèque nationale de France: cb14164714q (data)
- Gemeinsame Normdatei: 132911574
- International Standard Name Identifier: 0000 0000 7840 6888
- Library of Congress Control Number: n86105724
- MusicBrainz: 90667253-5eda-470c-8f40-a30cf8bee2b8
- Nationale Bibliotheek van Tsjechië: xx0152875
- Nationale Bibliotheek van Israël: 987007317523305171
- SNAC: w64c6k96
- Système universitaire de documentation: 078882648
- Virtual International Authority File: 50710569
- WorldCat: E39PBJx4qJ4jk8gfg7H7KB4jG3